# Arceuthobium verticilliflora
Arceuthobium verticilliflora là một loài thực vật có hoa trong họ Santalaceae. Loài này được Engelm. mô tả khoa học đầu tiên năm 1880.